# ドナトゥス派

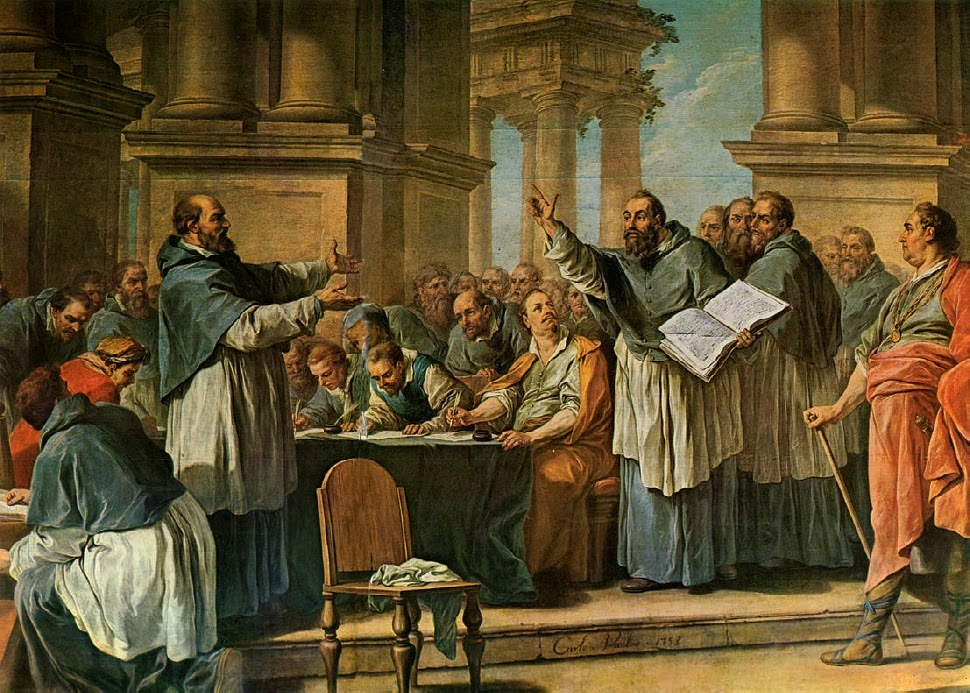
ドナトゥス派と論争する聖アウグスティヌス（後代：18世紀に描かれた絵画）

ドナトゥス派（イタリア語: Donatismo）は、4世紀から5世紀にかけて北アフリカで勢力を得たキリスト教の分派。主流派（のちのカトリック教会・東方教会の両方）から異端とされる。英語表記（Donatists）からドナティストとも転写される。
思想潮流としてはドナトゥス主義、もしくは英語から転写してドナティズムとも表記される。これを巡る論争については「ドナティスト論争」等と呼ばれる。

## 主張内容の概要
アリウス派やネストリウス派と異なり、三位一体論（至聖三者論）や神の母といった、教義上では主流派と対立していない。相違点は、一度棄教した者のサクラメントの有効性を巡る見解である。
ドナトゥス派は、聖徒の教会は常に聖でなければならないと主張。一度棄教・背教した者の行うサクラメント（機密・秘蹟・聖奠・礼典）は無効であり、ドナトゥス派に改宗する者は洗礼を再び受けなければならないとした。

## 発祥と反駁の内容
きっかけとなったのは、311年にカルタゴの助祭であったカエキリアヌスが同地の司教（主教）に任職された際、彼を叙品した司教の一人であるフェリックスが過去、ディオクレティアヌスの弾圧時に聖書・聖物を官憲に渡し棄教した者であったため、ヌミディアの司教達がこの任職を承認せず、別にマヨリヌスをカルタゴ司教に任じ、マヨリヌス死後には学識と実行力に優れたドナトゥスがカルタゴ司教に立てられたことにあった。この指導者である司教ドナトゥスが、この派の名称「ドナトゥス派」「ドナティスト」の名の由来である。
ローマ皇帝コンスタンティヌス1世は教会の統一を望んで313年にローマで教会会議を開き、ここでカエキリアヌスの地位の正当性が承認されたが、ドナトゥス派はこれに従わなかったため弾圧された。
411年に3日間にわたって行われたカルタゴ会議では、アウグスティヌスがドナトゥス派への反駁の先頭に立った。ドナトゥス派との論争を通じてアウグスティヌスの教会論は確立された。
この論争のテーマは、人の罪がサクラメントの有効性に影響するのかどうかにあった。結局、主流派となった教会においては、神の恩寵は人の道徳面の状態からは影響を受けないこと、罪の無い人間はいないことを根拠として、サクラメントは一度棄教した者によるものであっても有効である事が確認された。
ただしこの確認については、棄教・背教・道徳的退廃をそのまま容認するものではない。教会・信徒の無過失を主張したドナティストに対して、論陣を張ったアウグスティヌスの主張においては、信徒と言えども罪が無い訳では無いこと、そしてそうした罪が悔い改めによって赦されることの重要性が前提として強調される。
カルタゴ会議でも論争に決着が着かなかったのち、皇帝ホノリウスにより統一令が発布され、ドナトゥス派は単なる分派ではなく異端と宣告された（この際に異端と宣告されたことについての評価は教派によって異なる）。414年にはドナトゥス派は全ての市民権を剥奪されている。
ドナトゥス派は異端宣告の後にも、急速に衰退したものの、ヴァンダル人の支配下や東ローマ帝国の支配下にあった時代にまでもなお存続していた。しかしイスラームの北アフリカへの侵入とともに、7世紀頃には消滅した。
ドナトゥス派を巡る論争は、一度離教した者のサクラメントの有効性についてのものであるが、サクラメントの概念自体に疑問符を付けるものではない。カトリック教会の秘跡の概念そのものに疑問符をつけるプロテスタントの登場は、16世紀の宗教改革以降の事である。

## 正教会からの評価
正教会からは、ドナトゥス派は「西方に発生した分離派（異端）」（раскол в Западной церкви）と位置づけられる。カトリック教会と同様に正教会も、至福者アウグスティヌスがドナトゥス派に対し、教会の価値を擁護し恩寵の働きについて主張したことにつき、アウグスティヌスは正教を強力に擁護したと捉える。

## カトリック教会からの評価
カトリック教会も、ドナトゥス派に対して反駁したアウグスティヌスを評価する。
カトリック教会では、ドナトティスト論争の教理上の意義として、教会の聖性と秘跡授与の有効性が信徒・授洗者の聖性に制約されるとするドナトゥス派の主張に対し、アウグスティヌスによる「勝利の状態にある教会」「途上の状態にある教会（『籾殻と小麦の並存』混ぜ合わさった真の主の体：corpus Domini rectum atque permixtum）」との区別する論が勝ったことが挙げられる。教会の聖性には、効果ある救霊手段、愛の精神、可視的形態が必要であるとされる。
ドナトゥス派に属していた者の著作であるからといって必ずしも現代のカトリック教会から全否定されている訳ではなく、著者・著作内容によっては、部分的にカトリック教会から評価されているケースもある。

## プロテスタント教会からの評価
宗教改革者は神の恵みについて、アウグスティヌスの主張を受け入れたが、教会論を無視した。
アリスター・マクグラスは宗教改革の論議の背景にドナティスト論争があると指摘し、改革派神学者ウォーフィールドを引用して、宗教改革はアウグスティヌスの教会論に対する恩恵論の勝利であるとしている。キプリアヌス、アウグスティヌスにとっては背教よりも教会の分裂がより罪深いことなのであったのだとマクグラスは捉える。
キプリアヌスらの毒麦のたとえの用い方に対し、クラス・ルーニアらは毒麦を世に適用し、あらゆる分離を断罪しようとする試みは聖書に根拠がなく、すでに教会は分断状態にあるので、その関係を断ち切って歴史的キリスト教信仰に立つ者の一致を実現するのは分派ではないとしている。